# نيد فور سبيد 2
نيد فور سبيد 2 (بالإنجليزية:Need for Speed II) وتسمى في النسخة اليابانية (بالإنجليزية:Over Drivin' II) ، هي لعبة إلكترونية من نوع سباق السيارات في الشوارع، أنتجت من قبل إلكترونيك آرتس سنة 1997 ، وتعمل لنظامي بلاي ستيشن والحاسب الشخصي، وتعد اللعبة هي الجزء الثاني من السلسلة لـ نيد فور سبيد.

## أنواع السيارات
تتوفر في اللعبة مجموعة من السيارات ومنها :
- Volkswagen Beetle,
- Volkswagen Variant,
- Mazda MX5,
- Jeep Comanche,
- Volkswagen Transporter,
- Yellow School Bus,
- Citroën 2CV,
- Jeep YJ
- Toyota Landcruiser,
- Audi 100 Quattro,
- two Unimogs,
- BMW 520i,
- Mercedes-Benz SL 500,
- Volvo 850

## وصلات خارجية
- نيد فور سبيد 2 على موقع IMDb (الإنجليزية)

- Need for Speed II SE على موبي غيمز
- واين (برنامج) Application Database on Need for Speed II